# Bungur (wieś w Borneo Południowym)
Bungur – wieś (desa) w kecamatanie Bungur, w kabupatenie Tapin w prowincji Borneo Południowe w Indonezji.
Miejscowość ta leży na południe od Rantau i na wschód od drogi Jalan Ahmed Yani. Przechodzi przez nią droga Jalan Jenderal Sudirman.